# Broward County
Broward County is een county in de Amerikaanse staat Florida.
De county heeft een landoppervlakte van 3.122 km² en telt 1.623.018 inwoners (volkstelling 2000). De hoofdplaats is Fort Lauderdale.

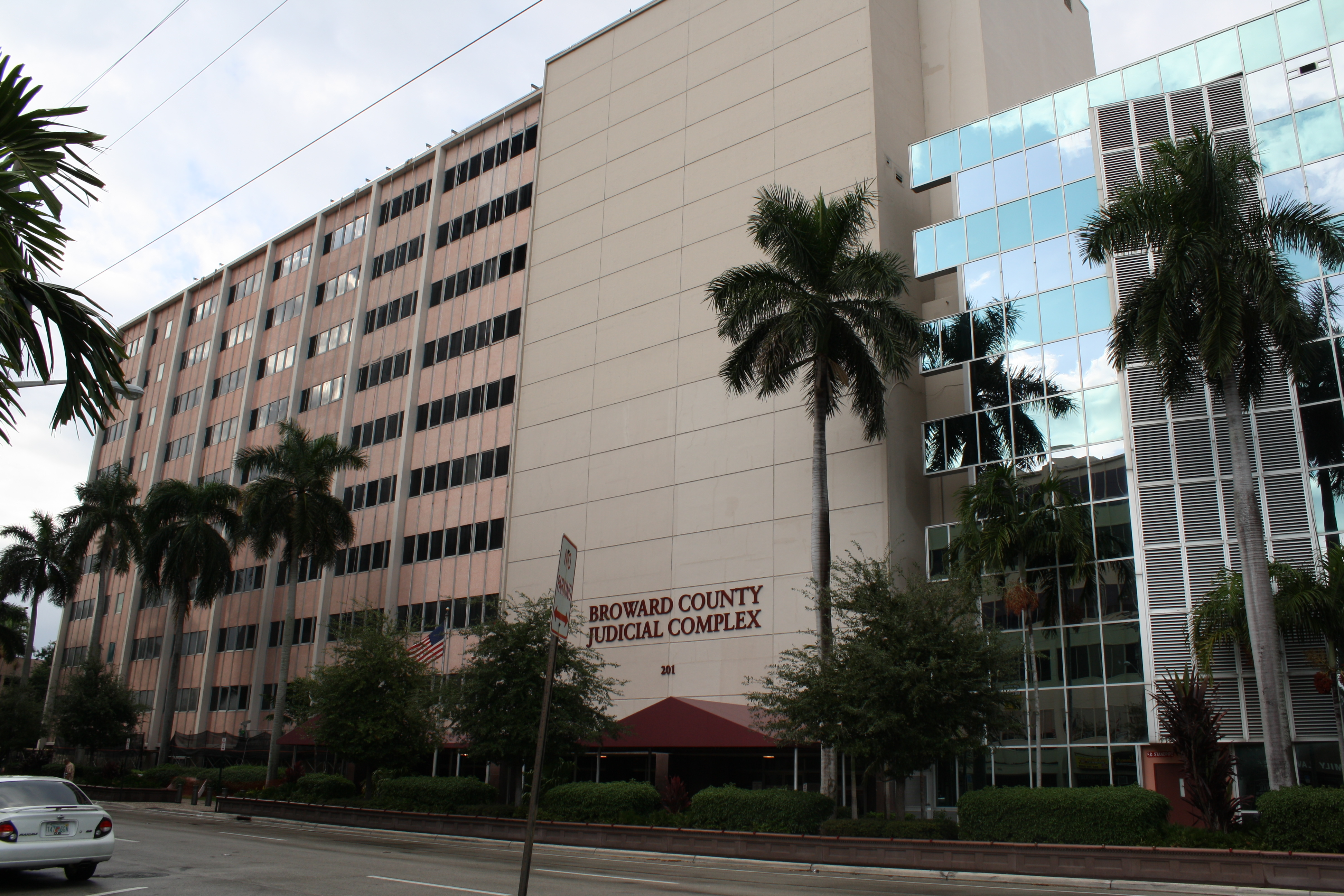
Broward County Courthouse